# Mauricio Willimann
Mauricio Willimann (Ciudad de México, 16 de enero de 2003) es un futbolista mexicano-suizo. Juega como defensa en el FC Schaffhausen de la Challenge League de Suiza.

## Trayectoria
Willimann es considerado un prospecto suizo. Como jugador juvenil, se unió a la academia juvenil de Suiza en el FC Lucerna y debutó con el máximo equipo del club durante la temporada 2022/23.

## Selección nacional
Willimann ha capitaneado a Suiza internacionalmente a nivel juvenil.

## Estilo de juego
Willimann opera principalmente como defensa o centrocampista y es conocido por su habilidad técnica.

## Estadísticas

### Club
Actualizado al último partido disputado el 23 de mayo de 2025.
| Club                    | Div.          | Temporada     | Liga  | Liga  | Copas nacionales | Copas nacionales | Copas internacionales | Copas internacionales | Total | Total |
| Club                    | Div.          | Temporada     | Part. | Goles | Part.            | Goles            | Part.                 | Goles                 | Part. | Goles |
| ----------------------- | ------------- | ------------- | ----- | ----- | ---------------- | ---------------- | --------------------- | --------------------- | ----- | ----- |
| FC Lucerna II · Suiza   | 4.ª           | 2019-20       | 2     | 0     | —                | —                | —                     | —                     | 2     | 0     |
| FC Lucerna II · Suiza   | 4.ª           | 2020-21       | 6     | 0     | —                | —                | —                     | —                     | 6     | 0     |
| FC Lucerna II · Suiza   | 4.ª           | 2021-22       | 21    | 1     | —                | —                | —                     | —                     | 21    | 1     |
| FC Lucerna II · Suiza   | 3.ª           | 2022-23       | 27    | 1     | —                | —                | —                     | —                     | 27    | 1     |
| FC Lucerna II · Suiza   | 3.ª           | 2023-24       | 15    | 0     | —                | —                | —                     | —                     | 15    | 0     |
| FC Lucerna II · Suiza   | Total club    | Total club    | 71    | 2     | 0                | 0                | 0                     | 0                     | 71    | 2     |
| FC Lucerna · Suiza      | 1.ª           | 2022-23       | 1     | 0     | —                | —                | —                     | —                     | 1     | 0     |
| FC Lucerna · Suiza      | 1.ª           | 2023-24       | 5     | 0     | 1                | 1                | —                     | —                     | 6     | 1     |
| FC Lucerna · Suiza      | Total club    | Total club    | 6     | 0     | 1                | 1                | 0                     | 0                     | 7     | 1     |
| FC Schaffhausen · Suiza | 2.ª           | 2024-25       | 25    | 0     | 2                | 0                | —                     | —                     | 27    | 0     |
| FC Schaffhausen · Suiza | Total club    | Total club    | 25    | 0     | 2                | 0                | 0                     | 0                     | 27    | 0     |
| Total carrera           | Total carrera | Total carrera | 102   | 2     | 3                | 1                | 0                     | 0                     | 105   | 3     |

## Vida personal
Willimann nació en 2003 en Ciudad de México, México, antes de mudarse a Suiza cuando era niño. Es el hermano gemelo del futbolista suizo, Alejandro Willimann.